# Ben Knapen
Hubertus Petrus Maria (Ben) Knapen  (Kaatsheuvel, 6 januari 1951) is een Nederlands politicus en voormalig journalist en bestuurder.
Van 1979 tot 1984 was hij correspondent voor het NOS Journaal. Tussen 1990 en 1996 was Knapen hoofdredacteur van NRC Handelsblad. Later had hij een functie in de top van PCM Uitgevers, in die tijd de uitgever van onder andere het NRC-Handelsblad. In het kabinet-Rutte I was Knapen van 2010 tot 2012 staatssecretaris van Europese Zaken en Ontwikkelingssamenwerking. Als staatssecretaris besloot hij in 2011 de subsidie aan het Koninklijk Instituut voor de Tropen (KIT) te stoppen. Het instituut zou zich alleen nog richten op renderende activiteiten. Zo was er geen ruimte meer voor het Tropenmuseum, het Tropentheater en voor de bibliotheek. Het museum kreeg van het Rijk een bedrag zodat het samen kon gaan met andere musea, maar het theater en de bibliotheek (grootste in zijn soort in Europa) gingen dicht. Knapen was onder andere lid van de Wetenschappelijke Raad voor het Regeringsbeleid en bijzonder hoogleraar Media en Kwaliteit aan de Radboud Universiteit Nijmegen. Van 24 september 2021 tot 10 januari 2022 was hij minister van Buitenlandse Zaken. Tussen 2015 en 2023 zat hij met een kleine onderbreking in de Eerste Kamer voor het Christen Democratisch Appèl (CDA). 

## Levensloop
Na het gymnasium-A ging Knapen aan de Katholieke Universiteit Nijmegen de studie Moderne geschiedenis volgen.
In 1976 begon Knapen als leraar geschiedenis op het Zwijsen College Veghel, om een jaar later redacteur buitenland bij NRC Handelsblad te worden. Van 1979 tot 1984 was hij ook correspondent voor het NOS Journaal. Knapen promoveerde in 1985 aan de Katholieke Universiteit Nijmegen op een studie over de betrekkingen tussen Nederland en de Sovjet-Unie. Tot 1990 was Knapen correspondent voor NRC Handelsblad in onder andere Duitsland en de Verenigde Staten.
In januari 1990 begon Knapen als hoofdredacteur van NRC Handelsblad, waar hij aantrad als opvolger van Wout Woltz. Na zijn vertrek bij deze krant in 1996 werd Knapen senior directeur corporate communicatie, marketing en institutionele betrekkingen bij Philips, deze functie vervulde hij tot en met 1998. In 1996 was Knapen een van de medeoprichters van het Republikeins Genootschap, maar hij nam er na ruim een week weer afstand van en beweerde later, toen de Volkskrant hem daarom uitmaakte voor ‘held op sokken’ dat het RG “nooit meer dan een schertsgezelschap” was geweest.
Van 1999 tot 2006 was Knapen lid van de raad van bestuur van PCM Uitgevers, de uitgeversgroep die sinds 1995 naast andere (kwaliteits)kranten en boeken ook NRC Handelsblad uitgaf. In deze periode werd PCM overgenomen door het Britse investeringsfonds Apax, dat deze transactie door PCM zelf liet betalen. Nadat de uitgever in ernstige financiële problemen was gekomen, kwam het tot een rechtszaak. Het gerechtshof in Amsterdam oordeelde in mei 2010 dat er bij het krantenconcern, waar Knapen lid van de Raad van Bestuur was tot 2006, tussen 2004 en 2007 wanbeleid was gevoerd. Knapen ontving een vertrekpremie van anderhalf miljoen euro, wat hem ook kritiek opleverde; de ondernemingskamer oordeelde echter dat de vertrekpremie volgens de regels was.
Tussen 2006 en 2008 schreef Knapen als ‘vrije correspondent’ in Zuidoost-Azië voor het NRC Handelsblad.
Sinds 2008 was Knapen lid van de Wetenschappelijke Raad voor het Regeringsbeleid en ook bijzonder hoogleraar Media en Kwaliteit aan de Radboud Universiteit. Tot zijn aantreden als staatssecretaris onderhield Knapen voor de NRC een tweewekelijkse weblog. In maart 2013 werd hij vertegenwoordiger van de Europese Investeringsbank bij de Europese Unie.

### Politiek
Van 2010 tot 2012 was hij staatssecretaris voor Ontwikkelingssamenwerking en Handel in het kabinet-Rutte I. Knapen bracht in 2010 samen met minister Rosenthal de Basisbrief Ontwikkelingssamenwerking uit. Hierin werd een fundamentele herziening van het ontwikkelingsbeleid aangekondigd. Het aantal partnerlanden werd drastisch verkleind, evenals het aantal beleidsthema’s. Verder vond er een verschuiving plaats van sociale naar economische ontwikkeling en kwam er meer nadruk op zelfredzaamheid. Knapen bracht in 2011 de Focusbrief ontwikkelingssamenwerking uit. Hierin werd een keuze gemaakt voor speerpunten van beleid en voor de landen waarmee een meerjarige intensieve bilaterale ontwikkelingsrelatie werd nagestreefd. Het aantal daarvan werd teruggebracht van 33 naar 15 (onderverdeeld in drie categorieën, lage-inkomenslanden, fragiele staten en landen met gezonde economische groei).

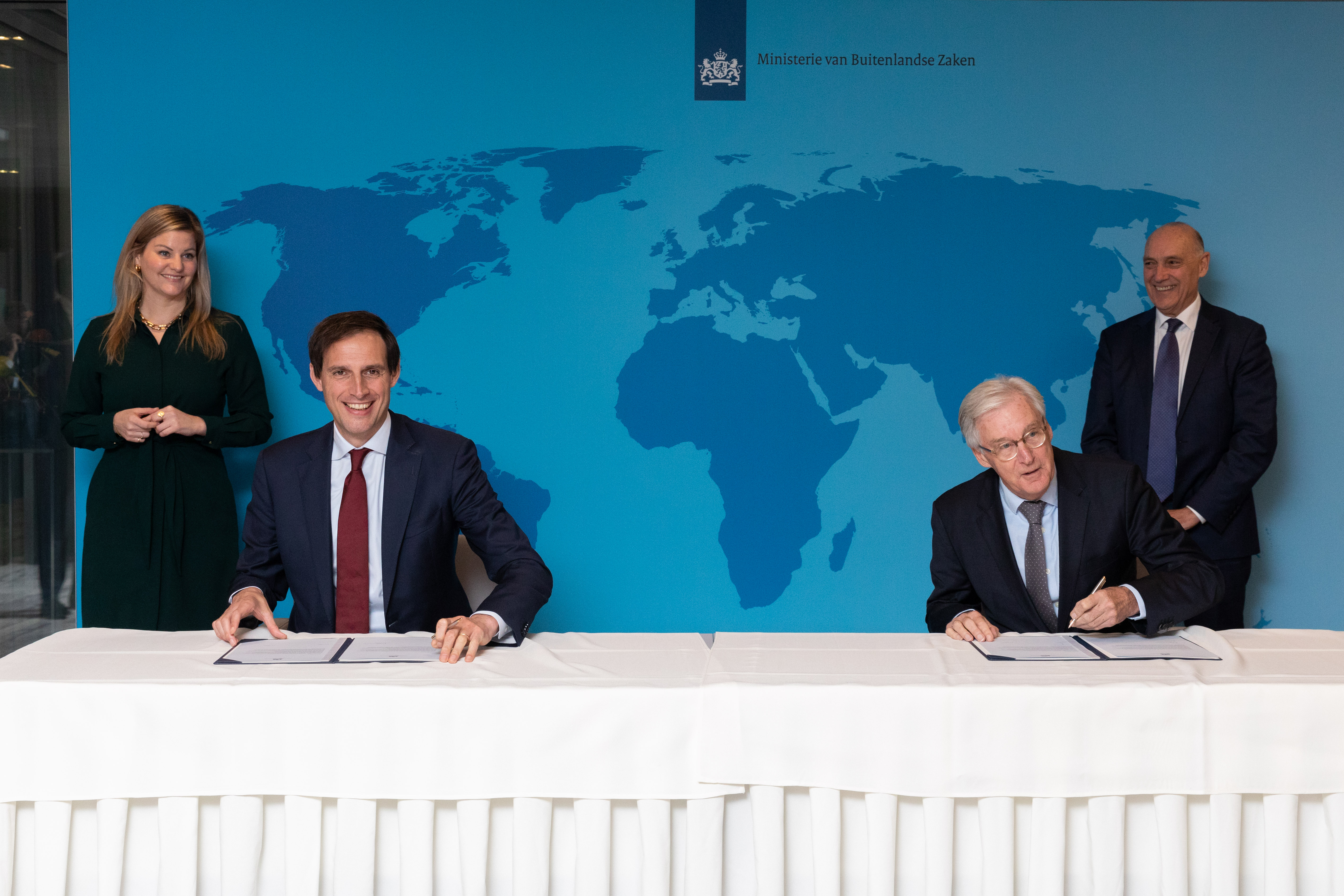
Wopke Hoekstra krijgt het ministerie van Buitenlandse Zaken overgedragen van Knapen

Knapen was Eerste Kamerlid tussen juni 2015 tot juni 2023, met een korte onderbreking tijdens zijn ministerschap. Ook was hij CDA-lijsttrekker voor de Eerste Kamerverkiezingen 2019. Op 24 september 2021 werd hij demissionair minister van Buitenlandse Zaken. Hij volgde Sigrid Kaag op die een week daarvoor aftrad. Als Eerste Kamerlid werd hij opgevolgd door Jonathan Soeharno en als fractievoorzitter door Niek Jan van Kesteren.
In zijn korte ministerschap maakte Knapen een eind aan de Nederlandse subsidiëring van de omstreden Palestijnse Unie van Agrarische Werkcomités (UAWC). Een Nederlands onderzoek, waarvan zijn voorganger Sigrid Kaag steeds had geweigerd de uitkomsten te publiceren, had volgens een kamerbrief van Knapen uitgewezen, dat 34 functionarissen van de UAWC banden hebben met de terreurorganisatie Volksfront voor de Bevrijding van Palestina (PFLP) en bleken hun salaris deels betaald te krijgen van Nederlands hulpgeld aan de UAWC. Op 8 februari 2022 werd hij wederom geïnstalleerd als lid van de Eerste Kamer in de vacature ontstaan door het aftreden van Soeharno.

## Eduardo Frei Stichting
Voor de EFS geeft hij trainingen aan lokale politici in het Midden-Oosten met als doel de democratie ter plekke te versterken.

## Onderscheidingen
- Kruis van verdienste I. Klasse van de Orde van Verdienste van de Bondsrepubliek Duitsland (5 oktober 1995)
- Ridder in de Orde van Oranje-Nassau (Nederland, 7 december 2012)[13]

- Bibliothèque nationale de France: cb120007351 (data)
- Gemeinsame Normdatei: 128993391
- International Standard Name Identifier: 0000 0001 0870 1256
- Library of Congress Control Number: n83227109
- Nationale Bibliotheek van Tsjechië: jo20201072613
- Nationale Bibliotheek van Israël: 987007461369205171
- Nederlandse Thesaurus van Auteursnamen: 070906858
- Parlement.com: vijdbl72xevu
- Système universitaire de documentation: 028106938
- Virtual International Authority File: 12318272
- WorldCat: E39PBJqVVvGWR8GX3fd7JFYwYP